# République socialiste soviétique d'Ukraine
Ne doit pas être confondu avec République soviétique d'Ukraine.
 (mars 2015).
Si vous disposez d'ouvrages ou d'articles de référence ou si vous connaissez des sites web de qualité traitant du thème abordé ici, merci de compléter l'article en donnant les références utiles à sa vérifiabilité et en les liant à la section « Notes et références ».
1919–1991
(72 ans)
Entités précédentes :
- République soviétique ukrainienne (1918)
- République soviétique de Donetsk-Krivoï-Rog (1919)
- République soviétique d'Odessa (1919)
- République populaire ukrainienne (1920)
- Ukraine libertaire (1921)
- Pologne (1939)
- Royaume de Roumanie (Bucovine et Boudjak, 1940)
- Tchécoslovaquie (Ruthénie subcarpathique, 1945)[1]
- République populaire roumaine (îles du bras danubien de Kilia et île des Serpents, 1948)
- RSFS de Russie (Crimée, 1954)

Entités suivantes :
- Ukraine

La république socialiste soviétique d'Ukraine (RSSU) (en ukrainien : Українська Радянська Соціалістична Республіка, Oukrayins'ka Radians'ka Sotsialistytchna Respoublika ; en russe : Украинская Советская Социалистическая Республика, Oukraïnskaïa Sovietskaïa Sotsialistitcheskaïa Respoublika ; litt. « République socialiste des conseils ukrainienne ») est, entre le 30 décembre 1922 et la dislocation de l'URSS en 1991, l'une des républiques de l'Union soviétique, après avoir été un état souverain de 1919 à 1922. Elle est la deuxième république fédérée de l'URSS par sa population, et la troisième par sa superficie (3 % de sa superficie et 18 % de sa population). Elle est un des États fondateurs et membre de l'Organisation des Nations unies.

## Avant la RSS d'Ukraine (1917-1918)
Dans la foulée de la révolution de Février se constitue le 15 mars 1917 une Rada (un conseil) autonome, présidée par l'historien Mykhaïlo Hrouchevsky. La Rada centrale manifeste son opposition au coup d'État bolchevik en proclamant le 19 novembre la République populaire ukrainienne, autonome mais non séparée de la République russe. Les bolcheviks réagissent en refusant de reconnaître la Rada centrale et en créant une série de républiques soviétiques : celle d'Odessa, celle de Donetsk, celle de Tauride (rebaptisée ensuite de Crimée) et enfin la République populaire ukrainienne des soviets (dans l'Est). Néanmoins en 1917, le parti bolchevik est peu implanté en Ukraine, exception faite des régions industrielles de l'Est et du Sud.
Après la signature de l'armistice du 15 décembre 1917 entre Empires centraux et le gouvernement bolchevik russe, la Rada proclame l'indépendance de l'Ukraine le 22 janvier 1918 mais dès le mois de février, les troupes bolcheviques prennent le contrôle des principales villes du pays, dont Kiev : la Rada se réfugie alors à Jytomyr. Encerclée, la république populaire d'Ukraine doit à son tour signer un traité séparé avec l'Allemagne à Brest-Litovsk le 9 février 1918, mais il reste lettre morte car une semaine après, les États bolcheviks d'Ukraine s’unifient les 17-19 mars 1918 pour former la république soviétique d'Ukraine, avec Kharkov pour capitale.
Le 3 mars 1918, en application du traité de Brest-Litovsk entre les Empires centraux et Lénine, les troupes allemandes occupent le pays. Tandis que le gouvernement de la République soviétique ukrainienne attend la fin de la guerre à Krasnodar, les Allemands jouent la carte du nationalisme ukrainien. Pour mettre la main sur les richesses du pays, alors essentielles pour leur victoire, ils contribuent à l'instauration de l'hetmanat, en la personne de Pavlo Skoropadsky.
En novembre 1918, les Empires centraux s'effondrent et des républiques populaires ukrainiennes se constituent dans l'ancienne Autriche-Hongrie : république des Lemkos, République houtsoule et surtout Ukraine occidentale. En Ukraine orientale, Skoropadsky est contraint de se réfugier en Allemagne en décembre 1918 tandis qu'un Directoire, présidé par Symon Petlioura, restaure la République populaire ukrainienne et combat l'Armée rouge. À partir du retrait des Allemands, plusieurs camps se disputent le contrôle de l'actuel territoire ukrainien : les troupes des états ukrainiens de l'ex-Autriche-Hongrie à l'Ouest, celles de Symon Petlioura à l'Est, ainsi que les armées tchécoslovaque, polonaise, roumaine, les armées russes blanches de Denikine, épaulées par les Français qui occupent Odessa jusqu'en avril 1919, les troupes anarchistes de Makhno, et enfin, en 1919, deux Armées rouges qui cherchent à faire leur jonction : celle de la Hongrie bolchévique à l'Ouest et celle de la Russie bolchévique au Nord et à l'Est. La première sera vaincue par une coalition franco-serbo-roumano-tchécoslovaque, mais la victoire finale appartient à la seconde, et le pouvoir soviétique reprend définitivement pied en Ukraine orientale au printemps 1919.

## Débuts de la RSS d'Ukraine
La république socialiste soviétique d’Ukraine est proclamée le 10 mars 1919 comme gouvernement autonome, au 3e congrès des soviets d’Ukraine réuni du 6 au 10 mars à Kharkov. À la faveur de la progression de l'Armée rouge, les bolchéviks proclament, au nom de la république soviétique d'Ukraine, une république socialiste soviétique de Galicie (de juillet à septembre 1920).
Cependant, le traité de Riga (1921) rattache la Galicie à la Pologne, qui reconnaît en échange la république socialiste soviétique d'Ukraine et ses frontières occidentales. L'Ukraine occidentale se trouve dès lors partagée entre la Tchécoslovaquie (Ruthénie subcarpathique), la Pologne (Galicie orientale) et la Roumanie (Bucovine septentrionale) et n'a plus aucune autonomie politique, mais est épargnée par la terreur rouge, la collectivisation, les déportations et les famines soviétiques qui sévissent en Ukraine orientale, dans la République socialiste soviétique. À l'intérieur de l'URSS, les limites de celles-ci ont été en partie modifiées, au profit de la République socialiste soviétique russe. À partir de 1924, la RSSU comprenait, en Podolie, une région autonome de langue roumaine.
Le 30 décembre 1922, la RSSU est membre fondateur de l'URSS avec trois autres républiques soviétiques, à travers le traité relatif à la formation de l'Union des républiques socialistes soviétiques. 

### Organes exécutifs
De 1919 à 1946 le Conseil des commissaires du peuple de la république socialiste soviétique d'Ukraine, de 1946 à 1991 le Conseil des ministres de la  RSS d'Ukraine.

## La formation territoriale

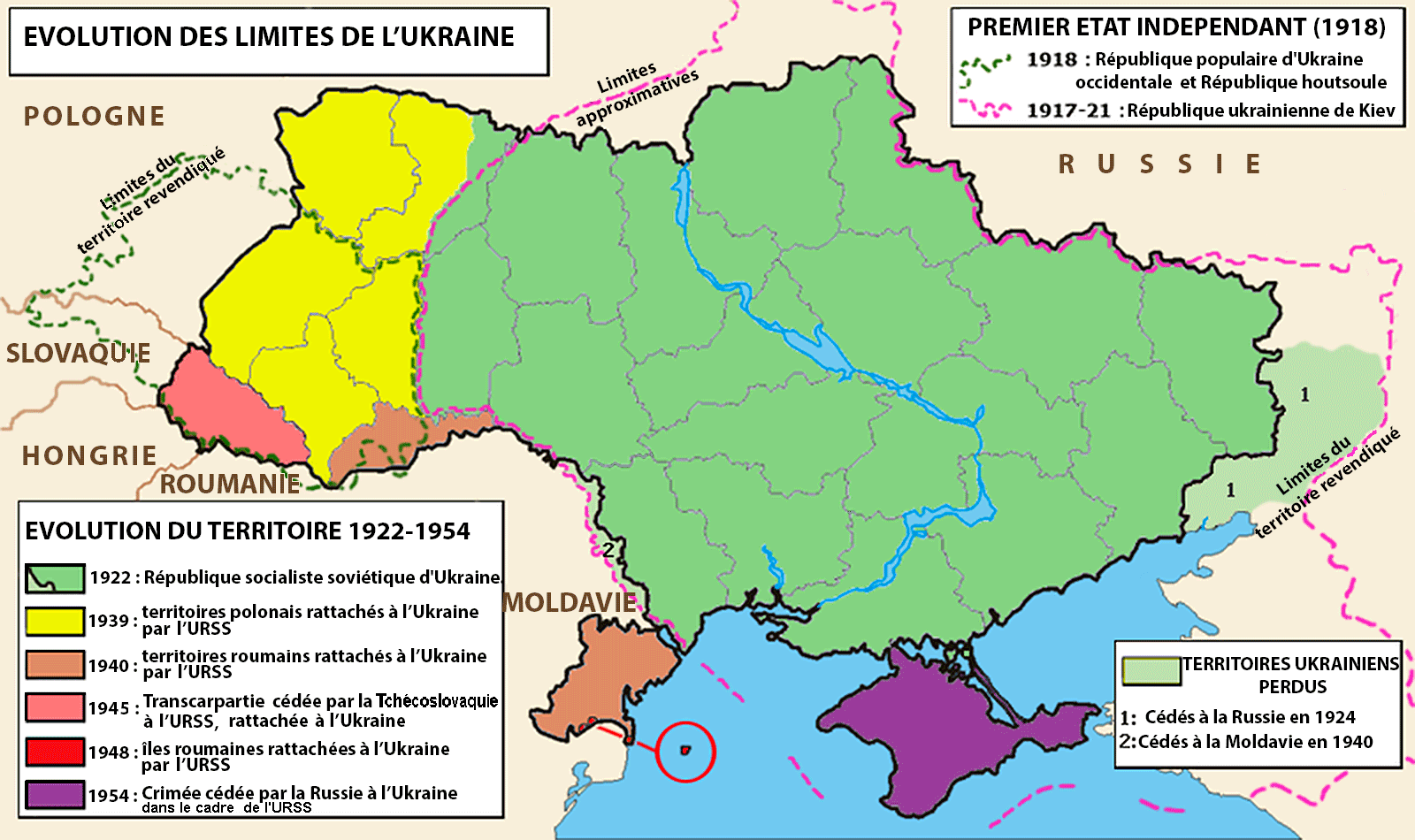
La formation territoriale de l'Ukraine moderne.

Entre 1939 et 1954, l'URSS attribue à la république socialiste soviétique d'Ukraine plusieurs territoires, qui étaient auparavant rattachés soit aux pays voisins (Pologne, Roumanie, Tchécoslovaquie) soit à la république socialiste fédérative soviétique de Russie.
- La Galicie orientale, polonaise, est annexée à l'Ukraine conformément au Pacte germano-soviétique de 1939. L'Armée rouge s'en empare en septembre 1939. Le Soviet suprême de l'Union soviétique vote son incorporation à l'Ukraine le 1er novembre 1939. Cette annexion est entérinée par les accords de Yalta et la conférence de Potsdam en 1945. Il s'agit des régions de Lvov, Tarnopol et Stanislav (aujourd'hui Ivano-Frankivsk).

- La Bucovine du Nord (aujourd'hui Oblast de Tchernivtsi) est occupée par l'Armée rouge en juin 1940 puis annexée par l'URSS conformément au Pacte germano-soviétique. Elle s'était unie à la Roumanie en 1918, en dépit du vote contraire de la minorité ukrainienne. On rattache en outre à l'Ukraine un arrondissement de la Moldavie occidentale roumaine, celui de Herța.

- Le Boudjak (Sud de la Bessarabie) est dans le même cas que la Bucovine du Nord. Il était devenu roumain en 1918 par l'union de la République démocratique moldave au royaume de Roumanie, mais dans le Boudjak les Bulgares, Russes et Ukrainiens étaient ensemble plus nombreux que les Roumains, et en 1940 il n'entra donc pas dans la composition de la nouvelle république socialiste soviétique de Moldavie, mais de la république socialiste soviétique d'Ukraine.

- Lors du rattachement de la Bucovine du Nord et du Boujak, les deux tiers « Est » de la région autonome ukrainienne de langue roumaine reviennent dans le giron territorial ordinaire de la république socialiste soviétique d'Ukraine, le tiers « Ouest » étant attribué à république socialiste soviétique de Moldavie.

- La Transcarpatie est cédée par la Tchécoslovaquie à l'URSS le 29 juin 1945. Elle reçoit le nom de Zakarpatska oblast, c'est-à-dire « oblast de Transcarpatie ».

- Cinq îles situées côté roumain du talweg du bras danubien de Kilia (frontière soviéto-roumaine fixée par le traité de paix de Paris) et l'île des Serpents en mer Noire (roumaine depuis 1878 et qui n'avait pas été annexée en 1940) ont été rattachées à l'Ukraine soviétique le 4 février 1948.

- Enfin la Crimée (oblast de Crimée), qui appartenait à la république socialiste fédérative soviétique de Russie, est cédée à l'Ukraine par Khrouchtchev en 1954 à l'occasion du tricentenaire de l'union entre la Russie et l'Ukraine — plus exactement l'Ukraine de la rive gauche du Dniepr.

Selon l'article 18 de la constitution de 1959 de la RSS d'Ukraine, « La république socialiste soviétique d'Ukraine est composée des oblasts de : Zaporojie, Volhynie, Vinnitsa, Odessa, Ivano-Frankovsk, Ruthénie subcarpatique, Tarnopol, Tchernivtsi, Tchernigov, Tcherkassy, Soumy, Rivne, Poltava, Mykolaïv, Lviv, Lougansk, Kirovograd, Kiev, Khmelnytsky, Kherson, Kharkov, Jytomyr, Drohobytch, Stalino, Dniepropetrovsk, Crimée ».
La RSS d'Ukraine fut un des membres fondateurs de l'Organisation des Nations unies en 1945. Elle avait un siège à l'Assemblée générale de l'ONU, qui lui fut attribué le 29 juin 1945, à l'instar de la RSS de Biélorussie, aux côtés de l'Union des républiques socialistes soviétiques. L'URSS disposait ainsi de trois voix dès la fondation de l'ONU.

## Le rôle de la RSS d'Ukraine dans l'Union soviétique

### Culture
L'URSS était composée de quinze républiques dites « unionales » (союзная республика) qui possédaient chacune une constitution propre, un drapeau, un hymne et des dirigeants locaux. Drapeaux et hymnes n'étaient cependant pas ceux que les nations en question avaient eu avant la formation de l'URSS, interdits car assimilés au « nationalisme bourgeois », mais de nouveaux symboles créés par les bolchéviks et liés à l'identité communiste de l’homo sovieticus. La RSS d'Ukraine ne dérogeait pas à la règle. Elle disposait d'universités prestigieuses en URSS, comme l'université nationale Taras-Chevtchenko de Kiev, l'université nationale de construction et d'architecture de Kiev, l'université nationale polytechnique de Lviv, l'Université Ivan Franko de Lviv), l'université nationale de Kharkiv ou l'université nationale d'économie de Kharkiv. De ce fait, plusieurs dirigeants soviétiques étaient originaires d'Ukraine ou y avaient passé leur jeunesse, comme Nikita Khrouchtchev ou Léonid Brejnev.
Cependant, comme ailleurs en URSS, la russification poussait la population et l'enseignement à utiliser plutôt le russe que l'ukrainien (ainsi, le régime soviétique ne finançait que très peu ou pas les écoles ukrainophones, de toute façon minoritaires). L'impact fut considérable sur les Ukrainiens de la partie anciennement polonaise, tchécoslovaque ou roumaine, qui avaient conservé l'usage de l'ukrainien y compris littéraire et savant (langue ausbau) et qui voyaient dans cette russification un « génocide culturel » (voir l'Organisation des nationalistes ukrainiens dans ces régions), tandis que la majorité des autres Ukrainiens parlait volontiers le russe à 90 %, synonyme depuis trois siècles de tremplin social. Sur ces derniers, c'est la « crise ukrainienne » commencée en novembre 2013 qui a eu un impact considérable, en les obligeant à choisir entre l'identité et la langue russe ou l'identité et la langue ukrainienne dans le contexte d'un affrontement géopolitique et militaire meurtrier qui les dépasse.

### Économie

#### Agriculture
Les débuts de l'agriculture intensive en RSS d'Ukraine ont commencé sous Staline à l'époque de la collectivisation forcée des terres de toute l'URSS et de la répression des paysans accusés d'être des koulaks (« dékoulakisation »). La famine s'est ensuivie. La propagande du régime affirme que cette collectivisation forcée aurait apporté des moyens modernes dans toute l'URSS et particulièrement en Ukraine (achat de tracteurs européens, construction de silos à grains en masse), mais en fait elle a eu un impact catastrophique sur la production agricole de toute l'URSS et spécialement en Ukraine, principale terre à blé. Dans les années 1932 et 1933, une seconde famine a sévi dans le pays, ainsi que cela se produisit dans d'autres régions de Russie et d'Asie centrale. En Ukraine, cette grande famine, appelée Holodomor, aurait fait entre 4 et 7 millions de morts ukrainiens. Après la Seconde Guerre mondiale l'Ukraine souffrit d'une troisième famine qui retarda la reconstruction, et il fallut la déstalinisation et la priorité donnée par Nikita Khrouchtchev à la production sur l'« activité révolutionnaire » de la police politique, pour que l'Ukraine redevienne le grenier à blé de l'URSS, notamment grâce à ses Terres Noires, et produisant, à partir de 1955, 30 % du blé soviétique, 40 % de la betterave (notamment sucrière), et 40 % de la pomme de terre. En 1991, la République réalisait 35 % de la production agricole soviétique, pour une superficie totale de seulement 3 %.

#### Industrie
Outre une agriculture forte, la RSS d'Ukraine hébergeait un complexe industriel puissant. Avant la guerre, 72,4 % de l'acier et 68,6 % du charbon de l'URSS étaient produits en Ukraine, principalement dans le Donbass. Ce n'est qu'après la Seconde Guerre mondiale, et après l'évacuation de nombreuses usines devant l'avancée allemande, que d'autres régions soviétiques devinrent de grandes zones industrielles. En effet, Staline pensait que centraliser toute la production industrielle de l'URSS en Ukraine était une erreur, puisqu'en cas d'attaque de l'Ouest, l'Ukraine aurait été touchée la première, privant l'URSS de son industrie. En 1991, la RSS d'Ukraine produisait 41,7 % de l'acier, et 31,3 % du charbon. Malgré tout, la RSS d'Ukraine est restée la clef de voûte de l'industrie soviétique, grâce à notamment à des entreprises comme Antonov. En 1991, la RSS d'Ukraine réalisait 32 % de la production industrielle de l'Union soviétique.

### Population et démographie

Dernier drapeau, adopté en 1991.

La RSS d'Ukraine compte environ pour 18 % de la population totale de l'URSS, ce qui en faisait la seconde république la plus peuplée (la Russie étant la première) avec une population trois fois inférieure à celle de la Russie, mais pour un territoire 28 fois plus petit, si l'on compte la Sibérie faiblement peuplée. À la suite des grandes déportations des années 1930 et 1945-55, de nombreux Ukrainiens vivent hors d'Ukraine, particulièrement en Russie et au Kazakhstan.
Entre 1945 et 1991, la population française et la population ukrainienne sont de tailles comparables, la France ayant connu après-guerre le baby-boom, et l'Ukraine l'afflux d'ouvriers et de cadres russes venus pour remettre en état les industries (notamment du Donbass et des grandes villes). La réindustrialisation de la RSS d'Ukraine attirait en outre nombre d'ouvriers venus des républiques pauvres d'URSS (Biélorussie, Moldavie, Caucase, Asie centrale). Cet afflux a compensé les pertes des famines soviétiques antérieures à 1948 et des génocides des occupants nazis (Shoah en Ukraine), pertes en raison desquelles la démographie ukrainienne est faible par rapport aux autres républiques soviétiques, avec un accroissement annuel moyen de 0,8 %.